# Tiacapan
 (décembre 2018).
Si vous disposez d'ouvrages ou d'articles de référence ou si vous connaissez des sites web de qualité traitant du thème abordé ici, merci de compléter l'article en donnant les références utiles à sa vérifiabilité et en les liant à la section « Notes et références ».
Dans la mythologie aztèque, Tiacapan est la déesse de la passion sexuelle. Elle est parfois considérée comme la fille ou la sœur de Tlazoltéotl. Elle fait partie des Ixcuiname (les déesses personnifiant le sexe).